# Ottawa (Côte d'Ivoire)
Pour les articles homonymes, voir Ottawa (homonymie).
Ottawa  est une localité située au sud-ouest de la Côte d'Ivoire et appartenant au département de Soubré, dans la Région du Bas-Sassandra. La localité de Roa est un chef-lieu de commune.